# Z Fornacis
Z Fornacis är en pulserande variabel av RR Lyrae-typ (RRAB) i stjärnbilden Ugnen.
Stjärnan varierar mellan visuell magnitud +12,343 och 13,102 med en period av 0,3704366 dygn eller 8,89048 timmar.